# Пагода Баочу

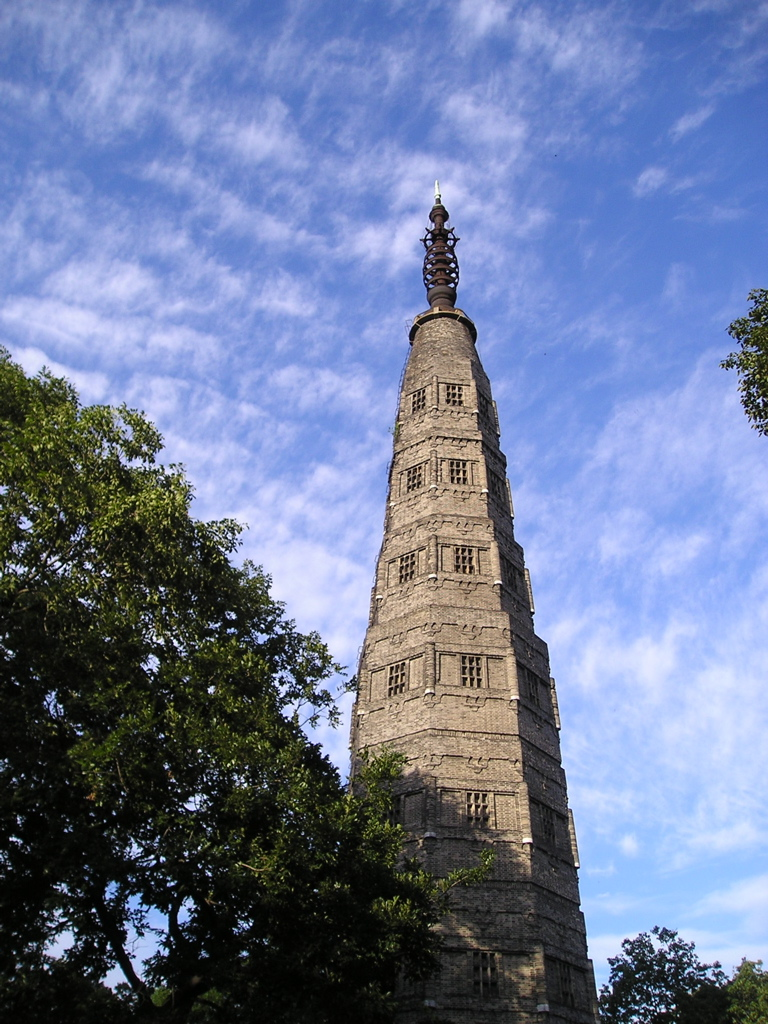
Современный вид пагоды.

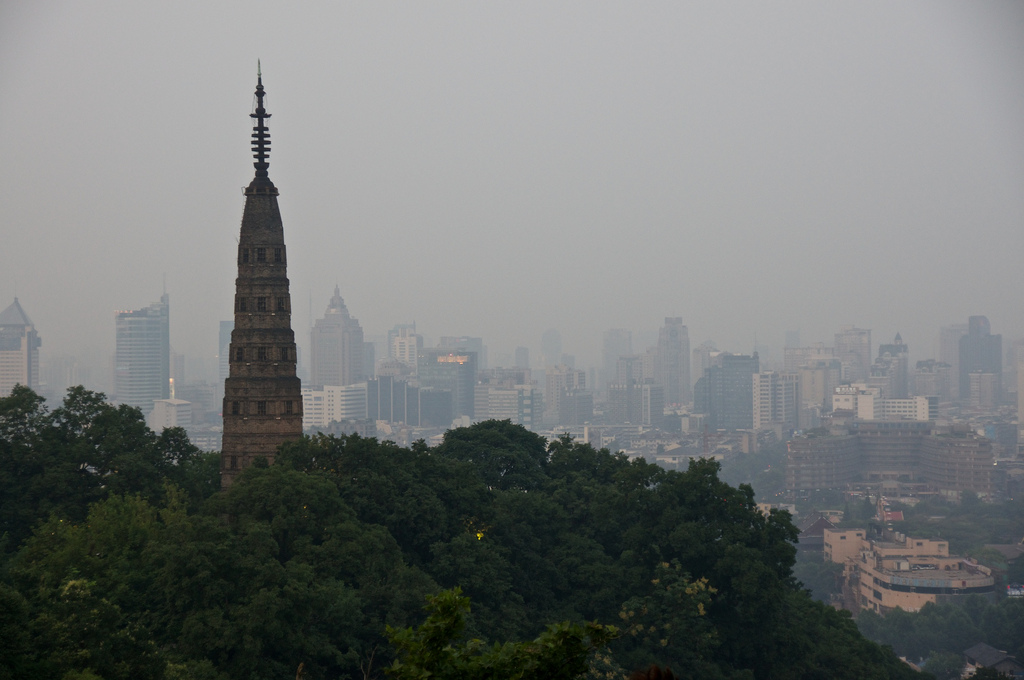

Пагода Баочу в Ханчжоу — яркий пример китайского каменного зодчества Эпохи пяти династий и десяти царств (907—978). Девятиярусная 45-метровая пагода была возведена на Холме драгоценного камня (северный берег Западного озера) в 963 году как залог благополучного возвращения из Кайфына царевича Чу, последнего правителя местного княжества У-Юэ.
Будучи поставленной на весьма узкое основание, башнеобразная пагода без внутренних лестниц отличается стройностью и изяществом. На макушке пагоды — декоративный фонарь. К XX веку сооружение обветшало, однако предпринятая в 1933 году реставрация не отличалась добросовестностью: два верхних яруса были снесены вовсе, вследствие чего высота постройки сократилась на 15 метров.

## Источник
- Chen, Gang[англ.]. China Travel Kit Series: Hangzhou (неопр.). — Foreign Languages Press[англ.], 2003.